# Sân bay Nan
Sân bay Nan Nakhon (tiếng Thái: ท่าอากาศยานน่านนคร) trước đây gọi là sân bay Nan (ท่าอากาศยานน่าน) (IATA: NNT, ICAO: VTCN) là một sân bay phục vụ Nan, thủ phủ của Nan, Thái Lan.

## Hãng hàng không và điểm đến
| Hãng hàng không | Các điểm đến       |
| --------------- | ------------------ |
| Thai AirAsia    | Bangkok–Don Mueang |
| Thai Lion Air   | Bangkok–Don Mueang |

### Hãng hàng không trước đây
| Hãng hàng không            | Điểm đến                   | Năm hoạt động |
| -------------------------- | -------------------------- | ------------- |
| Thai Airways Company       | Bangkok–Don Mueang         | 1980-1988     |
| Thai Airways International | Bangkok–Don Mueang         | 1988-2002     |
| Thai Airways International | Phrae                      | 1988-2002     |
| Thai Airways International | Chiang Mai                 | 1988-2002     |
| Thai Airways International | Phitsanulok                | 1988-2002     |
| Thai Airways Company       | Luang Prabang              | 2001-2002     |
| Air Andaman                | Bangkok–Don Mueang         | 2002-2004     |
| PBair                      | Bangkok–Suvarnabhumi       | 2004-2009     |
| Nok Mini                   | Sân bay quốc tế Chiang Mai | 2009-2011     |
| Solar Air                  | Bangkok–Don Mueang         | 2010-2011     |
| Happy Air                  | Bangkok–Suvarnabhumi       | 2010-2012     |
| Kan Air                    | Sân bay quốc tế Chiang Mai | 2013-2017     |
| Wisdom Airways             | Sân bay quốc tế Chiang Mai | 2018-2019     |

## Thống kê

### Lưu lượng theo năm
| Năm  | Hành khách | So với cùng kỳ năm ngoái | Lượt bay | Hàng hóa (tấn) |
| ---- | ---------- | ------------------------ | -------- | -------------- |
| 2001 | 31.815     |                          | 1.540    | 97,67          |
| 2002 | 18.968     | 40.38%                   | 1.050    | 58,93          |
| 2003 | 15.234     | 19.69%                   | 794      | 39,85          |
| 2004 | 12.005     | 21.20%                   | 421      | 6,86           |
| 2005 | 14.336     | 19.42%                   | 464      | 5,68           |
| 2006 | 12.935     | 9.77%                    | 493      | 4,57           |
| 2007 | 12.668     | 2.06%                    | 438      | 2,53           |
| 2008 | 12.276     | 3.0%                     | 406      | 0,86           |
| 2009 | 11.379     | 7.3%                     | 409      | 0,32           |
| 2010 | 9.038      | 20.57%                   | 1.240    | 0,002          |
| 2011 | 33.885     | 374.92%                  | 1.864    | 0,00           |
| 2012 | 58.536     | 72.75%                   | 2.341    | 0,00           |
| 2013 | 82.079     | 40.22%                   | 1.942    | 8,39           |
| 2014 | 113.849    | 38.70%                   | 2.000    | 16,17          |
| 2015 | 349.264    | 306.78%                  | 4.036    | 21,95          |
| 2016 | 376.620    | 7.83%                    | 4.123    | 52,81          |
| 2017 | 349.986    | 7.07%                    | 3.816    | 28,94          |
| 2018 | 428.202    | 22.35%                   | 3.976    | 0,00           |
| 2019 | 382.324    | 10.71%                   | 2.890    | 0,49           |
| 2020 | 312.574    | 18.24%                   | 2.592    | 0,00           |